# Polydrusus pterygomalis
Polydrusus pterygomalis är en skalbaggsart som beskrevs av Karl Henrik Boheman 1840. Polydrusus pterygomalis ingår i släktet Polydrusus, och familjen vivlar. Arten är reproducerande i Sverige.

## Bildgalleri

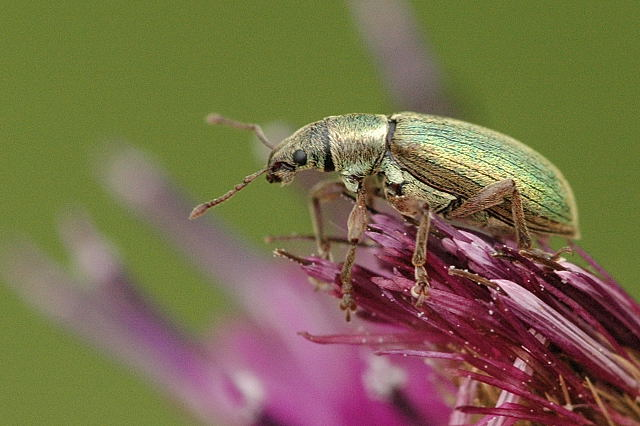
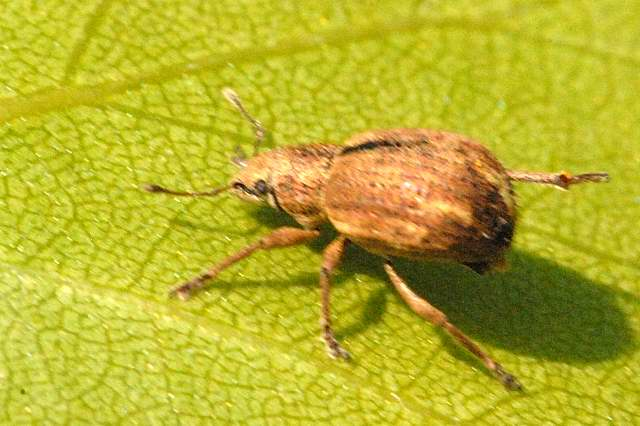